# Wapen van Westkapelle

Het wapen van Westkapelle

Het wapen van Westkapelle werd op 31 juli 1817 na advies door de Hoge Raad van Adel per Koninklijk Besluit aan de Zeeuwse gemeente Westkapelle toegekend. De gemeente werd op 1 januari 1816 gevormd door een fusie van de gemeenten Westkapelle-Binnen en Westkapelle-Buiten en Sirpoppekerke. 181 jaar na de vorming van de gemeente, in 1997, werd deze opgeheven om op te gaan in de gemeente Veere. De gemeente Veere had reeds een wapen en behield deze als gemeentewapen.

## Blazoenering
De tekening van het wapen is in 1816 zonder blazoenering in het archief opgenomen. In 1817 heeft de Hoge Raad van Adel wel een beschrijving toegevoegd, deze wapenomschrijving luidt als volgt:
Van lazuur, beladen met drie burgten van zilver, waarvan het bovenste deel van goud, staande op een terras van goud. Het schild gedekt met een kroon van goud met elf paarlen.
Het wapen is blauw van kleur en toont drie burchten of torens met een extra verdieping erop van goud. De ondergrond is eveneens van goud. Doordat de zilveren torens op een gouden ondergrond staan en elk een gouden verdieping hebben is het wapen een raadselwapen. Op het schild staat een gouden kroon met op de rand elf parels.

## Herkomst

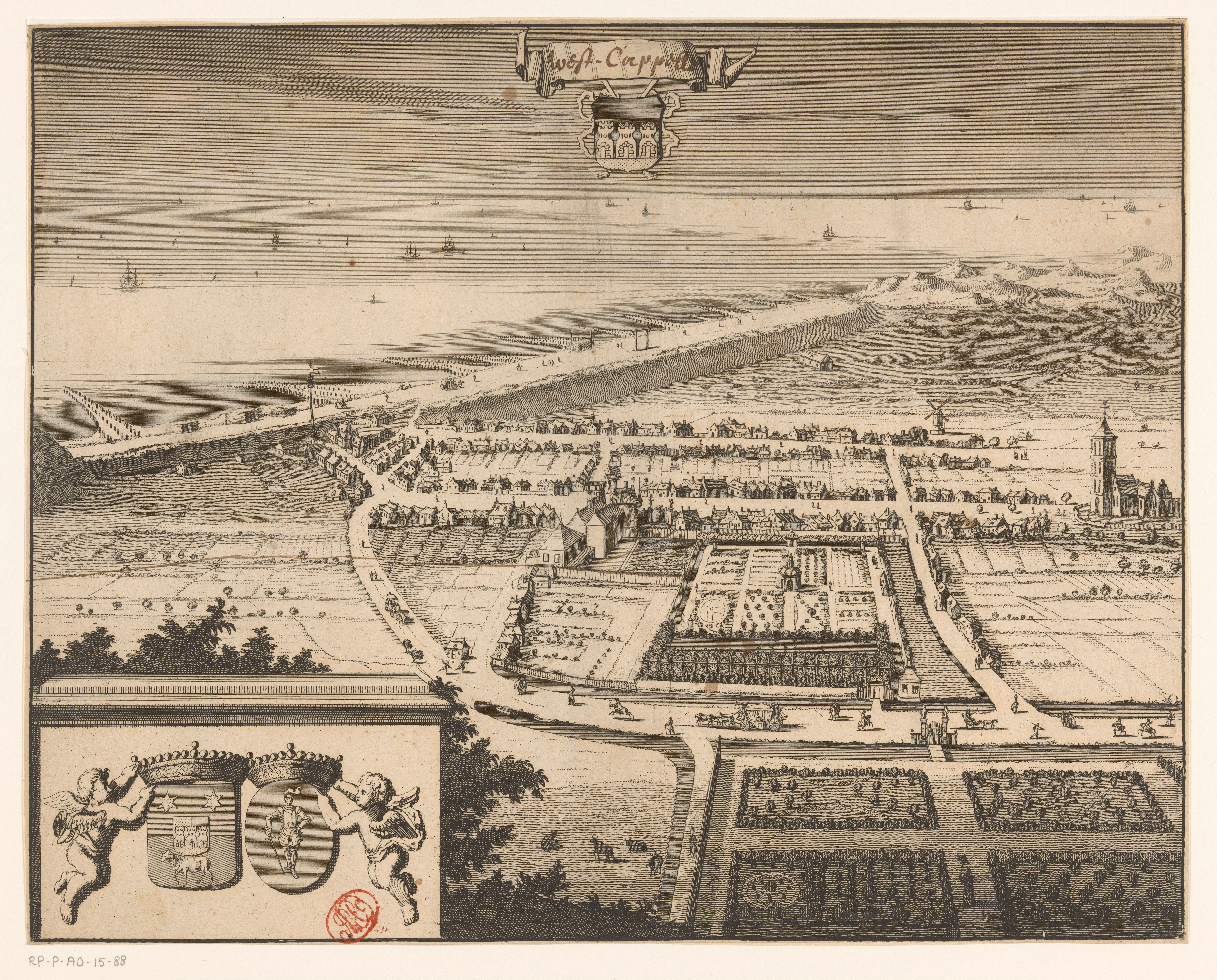
Afbeelding uit Smallegange's Nieuwe Cronyk van Zeeland (1700) van Westkapelle, met in het midden van boven het wapen van Westkapelle.

Voor de herkomst van het wapen zijn twee verklaringen ontstaan:
- De drie torens staan symbool voor een, in 1514 op het strand, gevonden Romeinse grafsteen (of geloftesteen);[6]
- De stad is drie keer verplaatst: het eerste Westkapelle is verdronken, het tweede is verwoest waarna het huidige Westkapelle is ontstaan.[7]

Er zijn vermeldingen dat zegels uit de 16e een 17e eeuw niet direct geleken hebben op het uiteindelijke wapen. L.P.C. van den Bergh noemt zelfs twee zegels: Een zegel uit de 16e eeuw zou een gesloten stadspoort tonen met drie gelijk gedekte torens, waarboven drie kruisen staan. Een 17e-eeuwse zegel zou een getinneerde stadspoort tonen met drie openingen, in het midden een puntig dak met een kruis.
Desalniettemin staat in Smallegange's Nieuwe Cronyk van Zeeland (1700) een versie van het 'moderne' wapen afgebeeld.